# Etrema argillacea
Etrema argillacea é uma espécie de gastrópode do gênero Etrema, pertencente à família Clathurellidae.